# Верри, Пьетро
Граф Пьетро Верри (итал. Pietro Verri; 12 декабря 1728 года, Милан — 28 июня 1797 года, Милан) — итальянский философ

 эпохи Просвещения, экономист, историк и писатель.

## Семья
Пьетро Верри — старший из четырёх братьев, оставивших след в истории Милана и Италии.
- Верри, Алессандро (1741—1816) — итальянский поэт и писатель.
- Верри, Карло (1743—1823) — агроном и политик.
- Верри, Джованни (1745—1818) — либертарий, предполагаемый отец писателя Алессандро Мандзони.

## Карьера
Свою карьеру начал на австрийской военной службе, которую вскоре оставил и предался наукам.
Друг и единомышленник Беккарии; вместе с братом Алессандро был душой литературного круга под названием «Общество кулака», который составляли Беккария, Фризи, Карли и другие учёные и литераторы. Способствовал изданию известного трактата Беккариа «О преступлениях и наказаниях».
Был вице-президентом счётной палаты, затем государственным советником и председателем Миланского патриотического общества поощрения земледелия, ремёсел и мануфактур. В 1786 году, из-за преобразования Миланского герцогства, лишился всех должностей в австрийской администрации. Через девять лет, в занятом французами Милане был назначен членом городского правления. Умер в городской ратуше в 1797 году.

## Сочинения
- Osservazione sulla tortura
- Diario Militare (1759-60)
- Stato di Milano (1760)
- Gli elementi del commercio (1760)
- Nello Stato di Milano (1762)
- Discorso sulla felicità (1763)
- Dell’anno 1763 (1763)
- Dello Stato di Milano (1764)
- Riflessioni sulle leggi vincolanti il commercio dei grani (1769)
- Meditazioni sull’economia politica (издано как Discorso sulla economia politica, 1771 Текст)
- Discorso sull’indole del piacere e del dolore  (1773, Текст)
- Riflessioni sulle leggi vincolanti, principalmente nel commercio de' grani (1796)
- Politica (1781)
- Storia di Milano (1783)
- Memorie storiche sulla economia pubblica dello Stato di Milano (1804)